# Critics' Choice Awards de 2025
O 30.º Critics' Choice Awards ou a 30.ª edição dos Prêmios Critics' Choice (em inglêsː 30th Critics' Choice Awards) foi apresentada no dia 7 de fevereiro de 2025 no Barker Hangar, localizado no Aeroporto de Santa Mônica, em Santa Mônica, Califórnia, homenageando as melhores conquistas do cinema e da programação de televisão em 2024. A cerimônia foi transmitida pela E! e ficou disponível para transmissão no dia seguinte no Peacock. Chelsea Handler retornou como apresentadora pelo terceiro ano consecutivo.
Como nos quatro anos anteriores, as indicações para cinema e televisão foram anunciadas separadamente. As indicações para televisão foram anunciadas em 5 de dezembro de 2024. As indicações para cinema foram anunciadas em 12 de dezembro de 2024. A cerimônia estava inicialmente prevista para o dia 12 de janeiro de 2025, mas foi adiada duas vezes, para o dia 26 de janeiro e depois para o dia 7 de fevereiro, devido aos incêndios florestais em Los Angeles.
Conclave e Wicked lideraram as indicações de filmes com onze cada, seguidos por Dune: Part Two e Emilia Pérez com dez cada. Shōgun liderou as indicações de televisão com seis, seguido por Abbott Elementary, The Diplomat, Disclaimer, Hacks, The Penguin e What We Do in the Shadows com quatro cada.

## Vencedores e indicados

### Cinema
Lista dos nomeados e vencedores (em negrito) no 30.ª Critics' Choice Awards.
| Melhor Filme Anora - The Brutalist - A Complete Unknown - Conclave - Dune: Part Two - Emilia Pérez - Nickel Boys - Sing Sing - The Substance - Wicked | Melhor Direção Jon M. Chu – Wicked - Jacques Audiard – Emilia Pérez - Sean Baker – Anora - Edward Berger – Conclave - Brady Corbet – The Brutalist - Coralie Fargeat – The Substance - RaMell Ross - Nickel Boys - Denis Villeneuve - Dune: Part Two |
| Melhor Ator Adrien Brody – The Brutalist como László Tóth - Timothée Chalamet – A Complete Unknown como Bob Dylan - Daniel Craig – Queer como William Lee - Colman Domingo – Sing Sing como John "Divine G" Whitfield - Ralph Fiennes – Conclave como Thomas Cardinal Lawrence - Hugh Grant – Heretic como Mr. Reed                    | Melhor Atriz Demi Moore – The Substance como Elisabeth Sparkle - Cynthia Erivo – Wicked como Elphaba Thropp - Karla Sofía Gascón – Emilia Pérez como Emilia Pérez / Juan "Manitas" Del Monte - Marianne Jean-Baptiste – Hard Truths como Pansy Deacon - Angelina Jolie – Maria como Maria Callas - Mikey Madison – Anora como Anora "Ani" Mikheeva |
| Melhor Ator Coadjuvante Kieran Culkin – A Real Pain como Benji Kaplan - Yura Borisov – Anora como Igor - Clarence Maclin – Sing Sing como Clarence "Divine Eye" Maclin - Edward Norton – A Complete Unknown como Pete Seeger - Guy Pearce – The Brutalist como Harrison Lee Van Buren - Denzel Washington – Gladiator II como Macrinus | Melhor Atriz Coadjuvante Zoe Saldaña – Emilia Pérez como Rita Mora Castro - Danielle Deadwyler – The Piano Lesson como Berniece Charles - Aunjanue Ellis-Taylor – Nickel Boys como Hattie Curtis - Ariana Grande – Wicked como Galinda "Glinda" Upland - Margaret Qualley – The Substance como Sue - Isabella Rossellini – Conclave como Sister Agnes |
| Melhor Ator ou Atriz Jovem Maisy Stella – My Old Ass como Elliott - Alyla Browne – Furiosa: A Mad Max Saga como jovem Furiosa - Elliott Heffernan – Blitz como George - Izaac Wang – Dìdi como Chris Wang - Alisha Weir – Abigail como Abigail Lazaar - Zoe Ziegler – Janet Planet como Lacy                                           | Melhor Elenco Conclave - Anora - Emilia Pérez - Saturday Night - Sing Sing - Wicked |
| Melhor Roteiro Original Coralie Fargeat – The Substance - Sean Baker – Anora - Moritz Binder, Tim Fehlbaum e Alex David – September 5 - Brady Corbet e Mona Fastvold – The Brutalist - Jesse Eisenberg – A Real Pain - Justin Kuritzkes – Challengers                                                                                  | Melhor Roteiro Adaptado Peter Straughan – Conclave - Jacques Audiard – Emilia Pérez - Winnie Holzman e Dana Fox – Wicked - Greg Kwedar e Clint Bentley – Sing Sing - RaMell Ross e Joslyn Barnes – Nickel Boys - Denis Villeneuve e Jon Spaihts – Dune: Part Two |
| Melhor Cinematografia Jarin Blaschke – Nosferatu - Alice Brooks – Wicked - Lol Crawley – The Brutalist - Stéphane Fontaine – Conclave - Greig Fraser – Dune: Part Two - Jomo Fray – Nickel Boys | Melhor Edição Marco Costa – Challengers - Sean Baker – Anora - Nick Emerson – Conclave - Dávid Jancsó – The Brutalist - Joe Walker – Dune: Part Two - Hansjörg Weißbrich – September 5 |
| Melhor Figurino Paul Tazewell – Wicked - Lisy Christl – Conclave - Linda Muir – Nosferatu - Massimo Cantini Parrini – Maria - Jacqueline West – Dune: Part Two - Janty Yates e Dave Crossman – Gladiator II | Melhor Direção de Arte Nathan Crowley e Lee Sandales – Wicked - Judy Becker e Patricia Cuccia – The Brutalist - Suzie Davies – Conclave - Craig Lathrop – Nosferatu - Arthur Max, Jille Azis e Elli Griff – Gladiator II - Patrice Vermette e Shane Vieau – Dune: Part Two |
| Melhor Trilha Sonora Trent Reznor e Atticus Ross – Challengers - Volker Bertelmann – Conclave - Daniel Blumberg – The Brutalist - Kris Bowers – The Wild Robot - Clément Ducol e Camille – Emilia Pérez - Hans Zimmer – Dune: Part Two                                                                                                 | Melhor Canção "El Mal" (Clément Ducol, Camille e Jacques Audiard, compositores; Zoe Saldaña, Karla Sofía Gascón e Camille, intérpretes) – Emilia Pérez - "Beautiful That Way" (Andrew Wyatt, Miley Cyrus e Lykke Li, compositores; Miley Cyrus, intérprete) – The Last Showgirl - "Compress/ Repress" (Trent Reznor, Atticus Ross e Luca Guadagnino, compositores; Trent Reznor e Atticus Ross, intérpretes) – Challengers - "Harper and Will Go West" (Sean Douglas, Josh Greenbaum e Kristen Wiig, compositores; Kristen Wiig, intérprete) – Will & Harper - "Kiss the Sky" (Delacey, Jordan K. Johnson, Stefan Johnson, Maren Morris, Michael Pollack e Ali Tamposi, compositores; Maren Morris, intérprete) – The Wild Robot - "Mi Camino" (Clément Ducol e Camille, compositores; Selena Gomez, intérprete) – Emilia Pérez |
| Melhor Cabelo e Maquiagem The Substance - Christine Blundell, Lesa Warrener e Neal Scanlan – Beetlejuice Beetlejuice - Dune: Part Two - Frances Hannon, Sarah Nuth e Laura Blount – Wicked - Traci Loader, Suzanne Stokes-Munton e David White – Nosferatu - Mike Marino, Sarah Graalman e Aaron Saucier – A Different Man             | Melhores Efeitos Visuais Paul Lambert, Stephen James, Rhys Salcombe e Gerd Nefzer – Dune: Part Two - Mark Bakowski, Pietro Ponti, Nikki Penny e Neil Corbould – Gladiator II - Pablo Helman, Jonathan Fawkner, Paul Corbould e David Shirk – Wicked - Luke Millar, David Clayton, Keith Herft e Peter Stubbs – Better Man - The Substance - Erik Winquist, Stephen Unterfranz, Paul Story e Rodney Burke – Kingdom of the Planet of the Apes |
| Melhor Filme de Animação The Wild Robot - Straume - Inside Out 2 - Memoir of a Snail - Wallace & Gromit: Vengeance Most Fowl | Melhor Filme de Comédia Deadpool & Wolverine A Real Pain - Hit Man - My Old Ass - Saturday Night - Thelma |
| Melhor Filme Estrangeiro Emilia Pérez • França - All We Imagine as Light • Índia - Straume • Letônia - Ainda Estou Aqui • Brasil - Kneecap • Irlanda - Dāne-ye anjīr-e ma'ābed • Alemanha | |

### Televisão
| Melhor Série Dramática Shōgun (FX / Hulu) - Anne Rice's Interview with the Vampire (AMC) - The Day of the Jackal (Peacock) - The Diplomat (Netflix) - Evil (Paramount+) - Industry (HBO / Max) - The Old Man (FX) - Slow Horses (Apple TV+) | |
| Melhor Ator em Série Dramática Hiroyuki Sanada – Shōgun como Lord Yoshii Toranaga (FX / Hulu) - Jeff Bridges – The Old Man como Dan Chase (FX) - Ncuti Gatwa – Doctor Who como Décimo quinto Doutor (Disney+) - Eddie Redmayne – The Day of the Jackal como The Jackal (Peacock) - Rufus Sewell – The Diplomat como Hal Wyler (Netflix) - Antony Starr – The Boys como Homelander (Prime Video) | Melhor Atriz em Série Dramática Kathy Bates – Matlock como Madeline "Matty" Matlock (CBS) - Caitríona Balfe – Outlander como Claire Fraser (Starz) - Shanola Hampton – Found como Gabrielle "Gabi" Mosely (NBC) - Keira Knightley – Black Doves como Helen Webb (Netflix) - Keri Russell – The Diplomat como Kate Wyler (Netflix) - Anna Sawai – Shōgun como Toda Mariko (FX / Hulu) |
| Melhor Ator Coadjuvante em Série Dramática Tadanobu Asano – Shōgun como Kashigi Yabushige (FX / Hulu) - Michael Emerson – Evil como Leland Townsend (Paramount+) - Mark-Paul Gosselaar – Found como Hugh "Sir" Evans (NBC) - Takehiro Hira – Shōgun como Ishido Kazunari (FX / Hulu) - John Lithgow – The Old Man como Harold Harper (FX) - Sam Reid – Anne Rice's Interview with the Vampire como Lestat de Lioncourt (AMC) | Melhor Atriz Coadjuvante em Série Dramática Moeka Hoshi – Shōgun como Usami Fuji (FX / Hulu) - Allison Janney – The Diplomat como Grace Penn (Netflix) - Nicole Kidman – Lioness como Kaitlyn Meade (Paramount+) - Skye P. Marshall – Matlock como Olympia Lawrence (CBS) - Anna Sawai – Pachinko como Naomi Ichizaki (Apple TV+) - Fiona Shaw – Bad Sisters como Angelica Muldoon (Apple TV+)                                                                                              |
| Melhor Série de Comédia Hacks (HBO / Max) - Abbott Elementary (ABC) - English Teacher (FX) - Nobody Wants This (Netflix) - Only Murders in the Building (Hulu) - Somebody Somewhere (HBO / Max) - St. Denis Medical (NBC) - What We Do in the Shadows (FX) | |
| Melhor Ator em Série de Comédia Adam Brody – Nobody Wants This como Noah (Netflix) - Brian Jordan Alvarez – English Teacher como Evan Marquez (FX) - David Alan Grier – St. Denis Medical como Ron (NBC) - Steve Martin – Only Murders in the Building como Charles-Haden Savage (Hulu) - Kayvan Novak – What We Do in the Shadows como Nandor the Relentless (FX) - Martin Short – Only Murders in the Building como Oliver Putnam (Hulu) | Melhor Atriz em Série de Comédia Jean Smart – Hacks como Deborah Vance (HBO / Max) - Kristen Bell – Nobody Wants This como Joanne (Netflix) - Quinta Brunson – Abbott Elementary como Janine Teagues (ABC) - Natasia Demetriou – What We Do in the Shadows como Nadja (FX) - Bridget Everett – Somebody Somewhere como Sam (HBO / Max) - Kristen Wiig – Palm Royale como Maxine Dellacorte-Simmons (Apple TV+)                                                                              |
| Melhor Ator Coadjuvante em Série de Comédia Michael Urie – Shrinking como Brian (Apple TV+) - Paul W. Downs – Hacks como Jimmy LuSaque Jr. (HBO / Max) - Asher Grodman – Ghosts como Trevor Lefkowitz (CBS) - Harvey Guillén – What We Do in the Shadows como Guillermo de la Cruz (FX) - Brandon Scott Jones – Ghosts como Captain Isaac Higgintoot (CBS) - Tyler James Williams – Abbott Elementary como Gregory Eddie (ABC) | Melhor Atriz Coadjuvante em Série de Comédia Hannah Einbinder – Hacks como Ava Daniels (HBO / Max) - Liza Colón-Zayas – The Bear como Tina Marrero (FX / Hulu) - Janelle James – Abbott Elementary como Ava Coleman (ABC) - Stephanie Koenig – English Teacher como Gwen Sanders (FX) - Patti LuPone – Agatha All Along como Lilia Calderu (Disney+) - Annie Potts – Young Sheldon como Connie "Meemaw" Tucker (CBS)                                                                        |
| Melhor Série Limitada Baby Reindeer (Netflix) - Disclaimer (Apple TV+) - Masters of the Air (Apple TV+) - Mr Bates vs The Post Office (PBS) - The Penguin (HBO / Max) - Ripley (Netflix) - True Detective: Night Country (HBO / Max) - We Were the Lucky Ones (Hulu) - A Small Light (National Geographic) | Melhor Filme Feito para Televisão Rebel Ridge (Netflix) - The Great Lillian Hall (HBO / Max) - It's What's Inside (Netflix) - Música (Prime Video) - Out of My Mind (Disney+) - V/H/S/Beyond (Shudder) |
| Melhor Ator em Série Limitada ou Filme Feito para a Televisão Colin Farrell – The Penguin como Oswald "Oz" Cobb / The Penguin (HBO / Max) - Richard Gadd – Baby Reindeer como Donny Dunn (Netflix) - Tom Hollander – Feud: Capote vs. The Swans como Truman Capote (FX) - Kevin Kline – Disclaimer como Stephen Brigstocke (Apple TV+) - Ewan McGregor – A Gentleman in Moscow como Count Alexander Ilyich Rostov (Paramount+) - Andrew Scott – Ripley como Tom Ripley (Netflix)                                                                                              | Melhor Atriz em Série Limitada ou Filme Feito para a Televisão Cristin Milioti – The Penguin como Sofia Falcone (HBO / Max) - Cate Blanchett – Disclaimer como Catherine Ravenscroft (Apple TV+) - Jodie Foster – True Detective: Night Country como Chief Liz Danvers (HBO / Max) - Jessica Lange – The Great Lillian Hall como Lillian Hall (HBO / Max) - Phoebe-Rae Taylor – Out of My Mind como Melody Brooks (Disney+) - Naomi Watts – Feud: Capote vs. The Swans como Babe Paley (FX) |
| Melhor Ator Coadjuvante em Série Limitada ou Filme Feito para Televisão Liev Schreiber – The Perfect Couple como Tag Winbury (Netflix) - Robert Downey Jr. – The Sympathizer como Claude / Robert Hammer / Ned Godwin / Niko Damianos / The Priest (HBO / Max) - Hugh Grant – The Regime como Edward Keplinger (HBO / Max) - Ron Cephas Jones – Genius: MLK/X como Elijah Muhammad (National Geographic) (posthumous) - Logan Lerman – We Were the Lucky Ones como Addy Kurc (Hulu) - Treat Williams – Feud: Capote vs. The Swans como William "Bill" Paley (FX) (posthumous) | Melhor Atriz Coadjuvante em Série Limitada ou Filme Feito para Televisão Jessica Gunning – Baby Reindeer como Martha (Netflix) - Dakota Fanning – Ripley como Marjorie "Marge" Sherwood (Netflix) - Leila George – Disclaimer como jovem Catherine Ravenscroft (Apple TV+) - Betty Gilpin – Three Women como Lina (Starz) - Deirdre O'Connell – The Penguin como Francis Cobb (HBO / Max) - Kali Reis – True Detective: Night Country como Detective Evangeline Navarro (HBO / Max)         |
| Melhor Série de Animação X-Men '97 (Disney+) - Batman: Caped Crusader (Prime Video) - Bluey (Disney+) - Bob's Burgers (Fox) - Invincible (Prime Video) - The Simpsons (Fox) | Melhor Série em Língua não-inglesa Squid Game (Netflix) • Coreia do Sul - Acapulco (Apple TV+) • Estados Unidos - Citadel: Honey Bunny (Prime Video) • Índia - La Máquina (Hulu) • México / Estados Unidos - The Law According to Lidia Poët (Netflix) • Itália - My Brilliant Friend (HBO / Max) • Itália / Estados Unidos - Pachinko (Apple TV+) • Estados Unidos - Senna (Netflix) • Brasil                                                                                              |
| Melhor Talk Show John Mulaney Presents: Everybody's in LA (Netflix) - The Daily Show (Comedy Central) - The Graham Norton Show (BBC America) - Hot Ones (YouTube) - The Kelly Clarkson Show (NBC / Syndicated) - The Late Show with Stephen Colbert (CBS) | Melhor Especial de Comédia Ali Wong: Single Lady (Netflix) - Jim Gaffigan: The Skinny (Hulu) - Kevin James: Irregardless (Prime Video) - Nikki Glaser: Someday You'll Die (HBO / Max) - Rachel Bloom: Death, Let Me Do My Special (Netflix) - Ramy Youssef: More Feelings (HBO / Max) |

## Filmes com múltiplas indicações e vitórias
Os seguintes dezoito filmes receberam várias indicações:
| Filme              | Indicações |
| ------------------ | ---------- |
| Conclave           | 11         |
| Wicked             | 11         |
| Dune: Part Two     | 10         |
| Emilia Pérez       | 10         |
| The Brutalist      | 9          |
| Anora              | 7          |
| The Substance      | 7          |
| Sing Sing          | 5          |
| Nickel Boys        | 5          |
| Challengers        | 4          |
| Gladiator II       | 4          |
| Nosferatu          | 4          |
| A Complete Unknown | 3          |
| A Real Pain        | 3          |
| The Wild Robot     | 3          |
| Straume            | 2          |
| Maria              | 2          |
| My Old Ass         | 2          |
| Saturday Night     | 2          |
| September 5        | 2          |

Os seguintes filmes receberam vários prêmios:
| Filme         | Vitórias |
| ------------- | -------- |
| Emilia Pérez  | 3        |
| Wicked        | 3        |
| The Substance | 3        |
| Conclave      | 2        |
| A Real Pain   | 2        |
| Challengers   | 2        |

## Programas de televisão com várias indicações e vitórias
Os seguintes vinte e sete programas receberam várias indicações:
| Programa                               | Rede       | Categoria | Indicações |
| -------------------------------------- | ---------- | --------- | ---------- |
| Shōgun                                 | FX / Hulu  | Drama     | 6          |
| Abbott Elementary                      | ABC        | Comédia   | 4          |
| The Diplomat                           | Netflix    | Drama     | 4          |
| Disclaimer                             | Apple TV+  | Limitada  | 4          |
| Hacks                                  | HBO / Max  | Comédia   | 4          |
| The Penguin                            | HBO / Max  | Limitada  | 4          |
| What We Do in the Shadows              | FX         | Comédia   | 4          |
| Baby Reindeer                          | Netflix    | Limitada  | 3          |
| English Teacher                        | FX         | Comédia   | 3          |
| Feud: Capote vs. The Swans             | FX         | Limitada  | 3          |
| Nobody Wants This                      | Netflix    | Comédia   | 3          |
| The Old Man                            | FX         | Drama     | 3          |
| Only Murders in the Building           | Hulu       | Comédia   | 3          |
| Ripley                                 | Netflix    | Limitada  | 3          |
| True Detective: Night Country          | HBO / Max  | Limitada  | 3          |
| Anne Rice's Interview with the Vampire | AMC        | Drama     | 2          |
| The Day of the Jackal                  | Peacock    | Drama     | 2          |
| Evil                                   | Paramount+ | Drama     | 2          |
| Found                                  | NBC        | Drama     | 2          |
| Ghosts                                 | CBS        | Comédia   | 2          |
| The Great Lillian Hall                 | HBO / Max  | Movie     | 2          |
| Matlock                                | CBS        | Drama     | 2          |
| Out of My Mind                         | Disney+    | Movie     | 2          |
| Pachinko                               | Apple TV+  | Drama     | 2          |
| Somebody Somewhere                     | HBO / Max  | Comédia   | 2          |
| St. Denis Medical                      | NBC        | Comédia   | 2          |
| We Were the Lucky Ones                 | Hulu       | Limitada  | 2          |

Os seguintes programas receberam vários prêmios:
| Programa      | Rede      | Categoria | Vitórias |
| ------------- | --------- | --------- | -------- |
| Shōgun        | FX / Hulu | Drama     | 4        |
| Hacks         | HBO / Max | Comédia   | 3        |
| The Penguin   | HBO / Max | Limitada  | 2        |
| Baby Reindeer | Netflix   | Limitada  | 2        |